# Озачикгёз, Четин
Четин Озачикгёз (род. 1943, Стамбул) — турецкий адвокат и политик. В 2007 году создал новую партию истинного пути (ПИТ), после того как оригинальная партия сменила название.

## Биография
Родился в 1943 году в Стамбуле. Окончил юридический факультет Анкарского университета. С 1964 года работал в журнале «Yeni Çığır», в 1968 году возглавил молодёжное крыло партии справедливости в иле Болу. В 1969 году переехал в Анкару. В 1970 году возглавил отдел по связям с общественностью при министерстве общественных работ. Занимал эту должность до 1971 года, затем до 1974 года возглавлял молодёжное крыло партии справедливости. В 1975—1977 годах работал советником по делам прессы и парламента в министерстве транспорта. В 1990—1999 годах работал адвокатом.
В 2007 году оригинальная ПИТ была переименована в демократическую партию. 28 мая 2007 года Четин Озачикгёз совместно с Махмутом Даянгачем и Джихатом Йенидоган создал новую ПИТ. Озачикгёз избирался председателем партии на первом и втором очередных партийных конгрессах. Новая ПИТ принимала участие в парламентских выборах в 2011 и июне 2015 года, но оба раза не смогла набрать минимально необходимое количество голосов для попадания в парламент.

### Личная жизнь
Женат, двое детей.